# Sociální izolace
Sociální izolace je mnohovýznamový pojem, který vedle prvního, samozřejmého významu absence sociálních kontaktů, interpersonálních vztahů, má specifické významy v rámci hlubinné psychologie.
Sociální izolace ve smyslu samoty se liší od osamělosti, která odráží vynucený a nedobrovolný nedostatek kontaktu s ostatními lidmi. Nedobrovolná sociální izolace může vést až k depresi, být problémem pro jednotlivce v jakémkoli věku, ačkoli příznaky se mohou lišit podle věkových skupin. 

## Typy a charakteristiky
Se sociální izolací se tedy můžeme setkat v jakémkoliv věku, ale i hned v několika zcela odlišných situacích.
Sociální izolaci lze např. rozlišovat dle délky trvání na krátkodobou a dlouhodobou, jelikož délka odloučení hraje velkou roli na vliv a následné dopady na psychiku člověka.
Sociální izolace neboli samotu můžeme také vnímat jako stav, díky kterému jedinec uniká ze svého sociálního prostředí. Dle důvodu/ motivace úniku ji lze tedy dělit na několik typů:
1. dobrovolně (jako prostředek vyrovnání se s prožitými událostmi, možnost nerušeného hledání řešení složité životní situace, příležitost k odpočinku a čerpání sil např. pro práci, nebo při potřebě přemýšlet o svém životě),
2. z vlastní vůle avšak pod tlakem (např. v důsledku obavy ze ztráty přízně svého sociálního prostředí, nebo v obavě z odhalení některých rysů jeho chování a osobnosti) a
3. nedobrovolně (např. v důsledku náhody, nehody, nebo zaviněním ze strany druhé osoby). Samota je objektivní stav, který je lehko rozpoznatelný při pozorování zvenku. Ne tak osamělost.[3]

Dále se také můžeme setkat s podobným dělením na sociální izolaci vědomou a záměrnou, do které by dle dříve nastíněného dělení spadala (3). varianta nebo sociální izolaci subjektivně motivovanou, do které by naopak spadaly první dvě nastíněné varianty: (1), (2).

### Vědomá a záměrná
Je typ sociální izolace, který je respektive byl spíše v minulosti používán jako forma trestu za těžká provinění proti pravidlům a zákonům s cílem vyčlenění jedince ze společnosti. Tato forma trestu mohla v některých společnostech nahrazovat samotný trest smrti nebo být dokonce horším trestem.
Také v současné době může být samotka (samostatná cela bez možnosti návštěv) například dodatečným trestem za špatné chování uvězněné osoby.

### Subjektivně motivovaná
Za další typ sociální izolace je považovaná tzv. sociální izolace subjektivně motivovaná, ta se týká strachu a úzkosti z mezilidských kontaktů, odporu a nechuti k vytváření interpersonálních relací. V tomto případě se jedná o závažný psychopatologický projev, ke kterému vedou dlouhodobé sociální deprivace a citové deprivace v kritických obdobích dospívání (nejznámější je příklad „vlčích dětí“ – Kamaly a Amaly – v Indii, vychovaných vlčí smečkou v džungli; obě sestry setrvaly po celý zbytek života v totální sociální izolaci. Proces socializace do lidské společnosti je v tomto případě velmi obtížný.

### Sociální izolace jako obranný mechanismus
Sociální izolace může být také chápána jako častý obranný mechanismus při rozvoji nutkavé neurózy, který poprvé navrhl Sigmund Freud, jež spočívá v oddělení afektu od příslušného objektu. V praktickém prožívání to vypadá tak, že člověk prožívá neodpovídající emoce tam, kde je prožívat nemá.

## Vliv na psychiku jedince a dopady
Skutečná sociální izolace může v průběhu let a desetiletí vyústit až v chronický stav ovlivňující všechny aspekty existence člověka. Sociální izolace může vést k pocitům osamělosti, stresu, úzkosti, strachu z druhých nebo k pochybování o sobě samém, jež může následně vést i k naprosté ztrátě sebevědomí. Nedostatek lidského kontaktu může také vyústit v konflikty s okolím ať už s přáteli nebo dokonce s naprosto cizími lidmi. 
Sociální izolace je také spojována se zvýšeným rizikem předčasné úmrtnosti. Celkově je vliv sociální izolace na riziko úmrtnosti srovnatelný s dobře známými rizikovými faktory úmrtnosti.  Další studie zjistily, že sociální izolace je spojena se zvýšeným rizikem změn fyzického zdraví, včetně vysokého krevního tlaku , vysokého cholesterolu , zvýšeného stresového hormonu a oslabeného imunitního systému. Dále bylo také zjištěno, že sociální izolace souvisí se špatným duševním zdravím, včetně zvýšeného rizika deprese , úbytku kognitivních funkcí, úzkosti nebo např. s užíváním návykových látek apod. Izolovanost je tedy podle četných výzkumů pro zdraví horší než např. obezita či kouření. Sociálně izolovaní lidé vykazují až o polovinu vyšší riziko předčasného úmrtí oproti těm, kteří udržují pravidelný kontakt se společností. Samota se přitom nemusí týkat pouze stárnoucí populace, se kterou je nejčastěji spojována, ale také lidí mladšího věku jak již bylo zmíněno v úvodu.

## Rozdíl mezi samotou a osamělostí
Zdraví člověka ovlivňují mezilidské vztahy, jejich množství a blízkost, podpora, které se člověku v těch vztazích dostává i jeho vlastní přesvědčení o tom, že se mu takové podpory dostane, když bude potřebovat. "Pivo a guláš s přáteli tak může zdraví prospět víc než pečlivě odměřená dávka salátu před televizí."
Indický mystik OSHO definoval osamělost jako absenci druhých. "Je to negativní stav, kdy nám chybí lidé. Bojíme se být sami a nedokážeme být sami." Samotu naopak popsal jako přítomnost sebe sama. "Je to pozitivní stav, je to radost být sám sebou.  Být sám, to je jeden z nejnádhernějších zážitků. Nikdo vás neobtěžuje, nemusíte se nutit k tomu, abyste plnili očekávání druhých lidí. Když jste sami, můžete si dělat, co chcete. Můžete cítit, co chcete."